# Norbert Rózsa
Norbert Rózsa (ur. 9 lutego 1972 w Dombóvár) – węgierski pływak. Trzykrotny medalista olimpijski.
Specjalizował się w stylu klasycznym i w Barcelonie zajął drugie miejsce na obu dystansach rozgrywanych tym stylem, a cztery lata później zwyciężył w rywalizacji na 200 metrów. Brał udział IO 2000. Był mistrzem Węgier na różnych dystansach oraz medalistą mistrzostw Europy (1991). Wielokrotnie stawał na podium mistrzostw świata, był m.in. mistrzem globu w 1991 (100 metrów) oraz w 1994 (100 i 200 metrów). W 2005 został przyjęty do International Swimming Hall of Fame

## Starty olimpijskie
Barcelona 1992
- 100 m żabką, 200 m żabką –  srebro

Atlanta 1996
- 200 m żabką –  złoto